# Lac Lioson
Der Lac Lioson ist ein Gebirgsee der Waadtländer Voralpen in der Westschweiz. Er liegt in der Nähe des Col des Mosses im Gebiet der Gemeinde Ormont-Dessous und im Areal des Parc naturel régional Gruyère Pays-d’Enhaut.

## Etymologie
Der Name Lioson kommt wahrscheinlich von den Worten lieu (bzw. mundartlich im frankoprovenzalischen Dialekt liu, zu französisch lieu, Ort) und son (bzw. som, zu französisch: sommet, Gipfel, von lateinisch summum, höchstes Gebiet) und bezeichnet die höchstgelegenen Alpweiden, auf die das Vieh im Sommer noch getrieben wurde. In der Umgebung des Sees befinden sich die Alpsennereien Lioson d’en Haut und Lioson d’en Bas. Erstmals ist der Name als Lyuson im Jahre 1247 belegt.

## Geographie
Der Lac Lioson ist glazialen Ursprungs Er liegt in den Waadtländer Voralpen auf 1848 Metern Höhe nördlich des Berggrats zwischen dem Châtillon und dem Pic Chaussy, von deren Ausläufern er umgeben ist. Die Gebirgslandschaft befindet sich im nordöstlichen Abschnitt des Gebiets der waadtländischen Gemeinde Ormont-Dessous.
Im Lac Lioson sammelt sich das Wasser aus dem etwa einen Quadratkilometer grossen Talkessel. Es fliesst jedoch nicht in Bergbächen zum See, sondern durch die mächtigen Geröllhalden, die sich von den Bergflanken bis zum Seeufer erstrecken und die seit dem Ende der letzten Kaltzeit schon einen bedeutenden Anteil der Seefläche zugeschüttet haben. Dem See entspringt auf der Nordseite der Hongrin, ein linker Nebenfluss der Saane, die über Aare und Rhein in die Nordsee entwässert.
Die kleinen Schmelzwasserseen im benachbarten Kar Vers les Lacs entwässern bereits in Richtung Rhone und Mittelmeer. Damit befindet sich der Lac Lioson direkt an der kontinentalen Rhein-Rhone-Wasserscheide.
Der Lac Lioson ist rund sieben Hektar gross und hat eine maximale Tiefe von 25 Metern. Sein Volumen beträgt 846'000 m3 und die mittlere Tiefe folglich 13,6 Meter. Sein Einzugsgebiet erstreckt sich über 1,5 km² und besteht hauptsächlich aus nackter Erde (28 %), Grasflächen (27 %) und landwirtschaftlich genutzten Gebiet (30 %). Die restlichen 15 Prozent machen Wald (14 %) und bebaute Fläche (1 %) aus.

## Physikalische und chemische Eigenschaften
Aufgrund seiner Lage in 1848 Metern Höhe ist der See über etwa sieben Monate des Jahres eisbedeckt (typischerweise von November bis Juni). Aufgrund der Dichteanomalie des Wassers ist der See zu dieser Zeit stabil geschichtet mit Wassertemperaturen von ~3 °C im Tiefenwasser und leichteren, um 0 °C warmen Wasser im Epilimnion. Auch im Sommer bildet sich eine stabile Schichtung mit Wassertemperaturen von etwa 12 °C im Epilimnion und 3 °C in der tiefsten Schicht aus. Folglich mischt der See zweimal jährlich: am Ende der Periode mit Eisbedeckung und Ende des Sommers, sodass er zu den dimiktischen Seen gezählt wird.
Die Sichttiefe, gemessen mit der Secchi-Scheibe, beträgt im Sommer etwa 7,5 Meter. Schon 1923 wurde im Sommer eine Secchi-Tiefe von 7 Metern gemessen. Die Nährstoffkonzentrationen sind relativ gering (im Mittel 13 mg L−1 Phosphor), weswegen der Lac Lioson zu den oligotrophen Seen gerechnet wird. Aufgrund der stabilen Schichtung in Winter und Sommer sinkt der Sauerstoffgehalt trotzdem in den tiefsten Wasserschichten regelmässig in den hypoxischen Bereich. Trotz des geringen Nährstoffgehaltes ist der Anteil an organischem Kohlenstoff in den oberen Sedimentschichten mit 11 % relativ hoch, was auf die geringe Temperatur und niedrige Sauerstoffkonzentrationen zurückzuführen ist, die den Abbau organischer Substanzen verlangsamen.

## Biologische Eigenschaften
Untersuchungen in 15 und 25 m Tiefe ergaben eine ausschliesslich aus Oligochaeta und Insektenlarven bestehende Makrofauna, wobei der tiefste Bereich des Sees fünfmal weniger artenreich war als der Bereich mittlerer Tiefe, die Zahl der Individuen war sogar fast zehnmal geringer (11'000 ± 7000 ind. m−2 in 15 m Tiefe gegenüber nur 1100 ± 1300 ind. m−2 in 25 m Tiefe). Vor allem im tiefsten Bereich weisen die Beobachtungen, auch das Vorhandensein von Tubifex tubifex, auf einen dystrophen Zustand mit mittlerem Nährstoffgehalt und hohen Anteil an Huminsäuren hin.
Im See gibt es relativ wenig Wasserpflanzen, was auf die Beschaffenheit des Sediments und die starke Steigung der Uferzone zurückgeführt werden kann. Insgesamt wurden fünf Arten von Wasserpflanzen und fünf weitere, den Uferbereich besiedelnde Arten beobachtet. Vier davon stehen auf der roten Liste gefährdeter Arten.
Ursprünglich lebten keine Fische im See, er wurde aber mit verschiedenen Arten besetzt. 1824 fand man keinen einzigen Fisch, obwohl angeblich vorher schon Forellen eingesetzt wurden. 1923 gab es bereits Bachforellen, wann diese in den See kamen, ist jedoch nicht bekannt. Seit den 1960er-Jahren wurden vom Kanton Waadt regelmässig See- und Bachsaiblinge, Amerikanische Seesaiblinge, Bachforellen und Regenbogenforellen eingesetzt, seit 1984 nur noch Bach- und Regenbogenforellen. Obwohl nur noch zwei Fischarten regelmässig eingesetzt werden, werden immer noch sechs Arten beobachtet (neben den oben genannten noch die Bachschmerle). Der Seesaibling ist die am häufigsten vorkommende Art, da sie im alpinen Lac Lioson nur ein geringes Wachstum aufweist und daher bei den Fischern wenig beliebt ist.

## Nutzung
Der See wird zum Angeln und im Winter zum Eistauchen genutzt. Sein klares Wasser bietet unter anderem Lebensraum für Seesaiblinge, Forellen und Regenbogenforellen. Am Ufer befindet sich ein Restaurant mit Übernachtungsmöglichkeiten. Zu Fuss ist der See vom Col des Mosses in etwa einer Stunde zu erreichen. Der See liegt an der normalen Aufstiegsroute auf den Pic Chaussy.
Neben dem See lag bis in die Mitte des 20. Jahrhunderts auch die Alpsennerei La Chenau, die auf den älteren Landeskarten der Schweiz noch abgebildet und seither aufgegeben worden ist.